# 小籠通停留場
小籠通停留場（日语：／ Kogome dori teiryūjō */?）是位於高知縣南國市小籠，屬於土佐電交通後免線的電車站。

## 歷史
此站在1911年（明治44年）1月由土佐電交通的前身土佐電氣鐵道大津停留場（已廢止，參見領石通停留場）至後免中町通停留場之間開通，此站同時啟用。
- 1911年（明治44年）1月27日 - 土佐電氣鐵道電車站啟用[2][3]。
- 2014年（平成26年）10月1日 - 土佐電氣鐵道、高知縣交通（日语：高知県交通）和土佐電Dream Service（日语：土佐電ドリームサービス）合併，土佐電交通成立[4]。成為土佐電交通的電車站。

## 電車站構造
電車站是建造在專用路軌和共用道路上，設有2面2線的相對式乘車處（千鳥式）。播磨屋橋方向的乘車處為安全島（月台），後免町方向的乘車處為於並行道路上，該處劃上了白線標示乘車處。

## 電車站周邊
此站北邊為東西向的土讚線。車站北邊約1公里處設有祈願安產的下崎神社，站前設有路標。後免線在此站至長崎停留場之間會進入高知市邊界。
- 國道195號（日语：国道195号）
- 高知縣道374號高知南國線（日语：高知県道374号高知南国線）（大津繞道）
- JA高知醫院（日语：JA高知病院）

## 巴士路線
在「小籠通」巴士站上設有以下路線停靠：
| 乘車場  | 系統                     | 主要途經             | 目的地 | 巴士公司   | 備註 |
| ------- | ------------------------ | -------------------- | ------ | ---------- | ---- |
|         | L1                       | 後免町、夜須站       | 安藝站 | 土佐電交通 |      |
| Ko3-Ko5 | 後免町、里改田、前濱車廠 | 久枝                 |        | 土佐電交通 |      |
|         | L1-C1                    | JA高知醫院、播磨屋橋 | 縣廳前 | 土佐電交通 |      |
| L1-T1   | JA高知醫院、播磨屋橋     | 棧橋車廠             |        | 土佐電交通 |      |
| Ko3     | JA高知醫院、大津站前     | 醫大醫院             |        | 土佐電交通 |      |

## 相鄰電車站
土佐電交通
後免線
篠原－小籠通－長崎

## 注腳
1. 1 2  《土佐電鉄が走る街 今昔》90頁
2. 1 2  《土佐電鉄が走る街 今昔》100・156-158頁
3. ↑  今尾惠介（監修）. . 11 中国四国. 新潮社. 2009: 61. ISBN 978-4-10-790029-6 （日语）.
4. ↑  上野宏人. . 毎日新聞 (毎日新聞社). 2014-10-02 （日语）.
5. ↑  川島令三. . 【図説】 日本の鉄道. 第2巻 四国西部エリア. 講談社. 2013: 34・90頁. ISBN 978-4-06-295161-6 （日语）.
6. ↑  . 高知新聞社. 1998: 83. ISBN 4-87503-268-4 （日语）.